# Rutewnik jaskrowaty

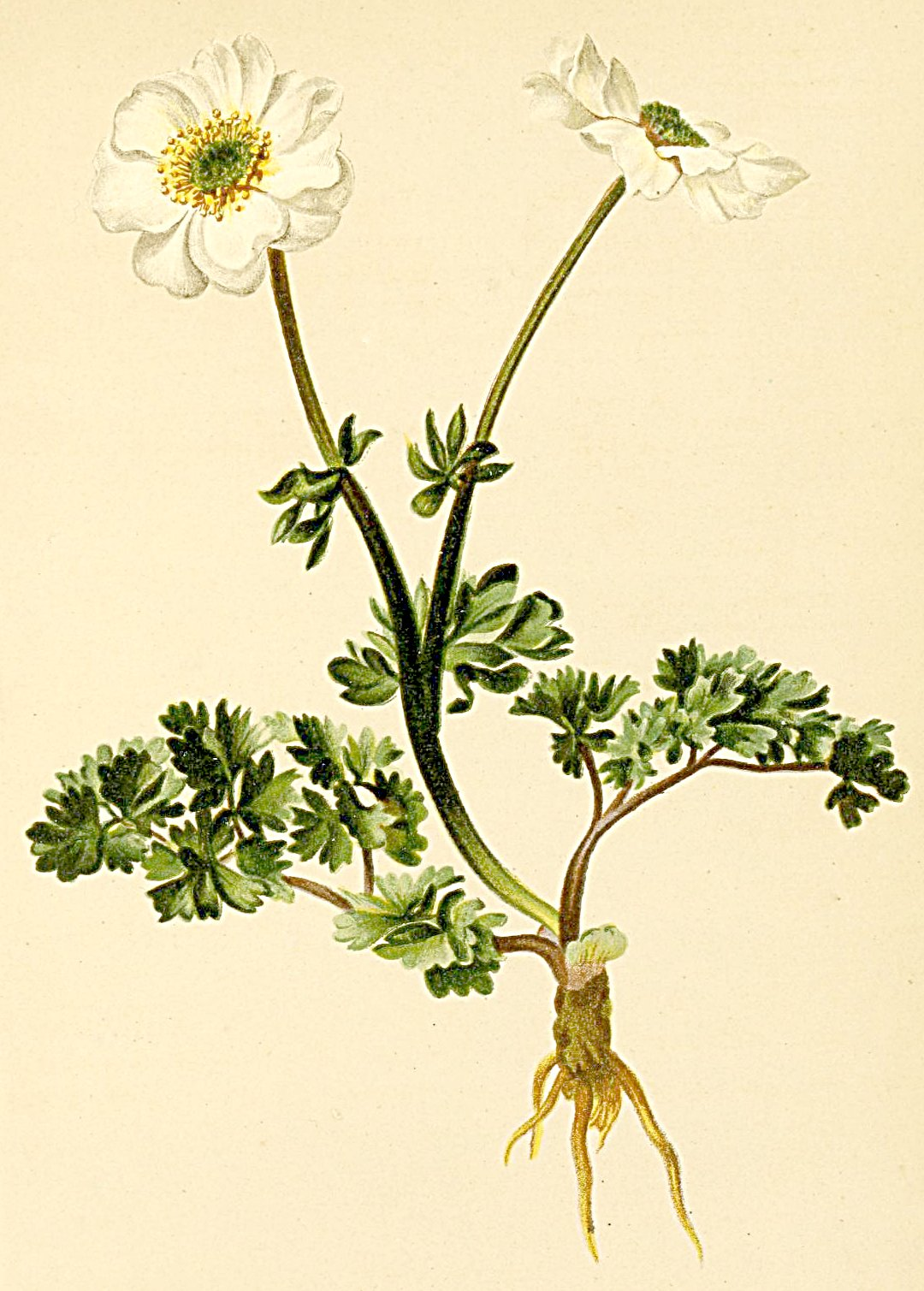
Morfologia

Rutewnik jaskrowaty (Callianthemum coriandrifolium Rchb. C.A. Mey.) – gatunek roślin z rodziny jaskrowatych.

## Rozmieszczenie geograficzne
Występuje tylko w górach środkowej Europy; głównie w Alpach i Karpatach, a także na pojedynczych stanowiskach w Górach Dynarskich i Pirenejach. W Polsce występuje wyłącznie w Tatrach i to w kilku tylko miejscach: Wielka Świstówka, Smreczyński Wierch, Mięguszowieckie Szczyty, Jarząbczy Wierch, Czarnostawiańska Przełęcz. Łącznie potwierdzono występowanie na nieco ponad 20 stanowiskach, najniższe z nich znajduje się w Wielkiej Świstówce (1400 m n.p.m.), najwyższe na Jarząbczym Wierchu (2080 m n.p.m.).

## Morfologia
ŁodygaDo 40 cm wysokości.
LiścieLiście odziomkowe z długimi ogonkami, krótsze od łodygi, podwójnie pierzaste. Dwa liście łodygowe podobne do odziomkowych, lecz mniejsze.
KwiatyNajczęściej pojedyncze, o średnicy 1,5–3 cm. Kielich nagi z 5 działkami. Płatków 6-13, białych z żółtą plamą u nasady. Pręciki i słupki liczne.
OwoceSiatkowato pomarszczone niełupki, z krótkim dzióbkiem, jednonasienne.

## Biologia i ekologia
Bylina, hemikryptofit. Rośnie na płytkich glebach, głównie na podłożu granitowym i skał metamorficznych – na łupkach chlorytowych i grafitoidowych. Kwitnie w czerwcu i lipcu. Liczba chromosomów 2n=16. Gatunek charakterystyczny muraw wysokogórskich z zespołu Festuco versicoloris-Agrostietum alpinae.
Na stanowiskach rutewnika jaskrowatego w polskich Tatrach rośnie zazwyczaj od kilku do kilkunastu okazów. Najliczniejsze, liczące około 100 okazów są dwie populacje; w Wielkiej Świstówce w Tatrach Zachodnich i na Żabiej Grani nad Morskim Okiem w Tatrach Wysokich. 

## Zagrożenia i ochrona
Kategorie zagrożenia gatunku:
- Kategoria zagrożenia w Polsce według Czerwonej listy roślin i grzybów Polski (2006)[7]: R (rzadki, potencjalnie zagrożony); 2016: VU (narażony)[8]
- Kategoria zagrożenia w Polsce według Polskiej Czerwonej Księgi Roślin (2001): LR (low risk, gatunek niskiego ryzyka); 2014: VU (narażony)[9].